# 喜多見駅
喜多見駅（きたみえき）は、東京都世田谷区喜多見九丁目にある、小田急電鉄小田原線の駅である。駅番号はOH 15。世田谷区最西端の駅である。

## 概要
新宿駅から15番目（新宿駅含む）の駅。世田谷区と狛江市の区市境上にあり、駅西側（狛江駅方）3分の1程が同市に跨がっているが、正式な駅所在地は駅事務室・改札がある世田谷区喜多見九丁目とされている。
新宿駅から下り方向で世田谷区内最後の駅である。成城学園前駅 - 当駅間に国分寺崖線が存在するため、以前は急な下りとなっていたが、当駅高架化と成城学園前駅地下化に伴い、現在では線路高低差は緩やかとなっている。
過去に、都心から玉川通り、世田谷通りの地下を通り当駅で小田急線へ乗り入れる地下鉄構想、小田急多摩線を当駅より分岐する構想があったが、いずれも他計画へ振替えられた。1997年（平成9年）に高架化工事が完成し、また、1994年（平成6年）に当駅 - 野川間に喜多見検車区が建設された（出入区は成城学園前駅との間で行う）。駅前は2007年（平成19年）に再開発が実施された。
「成城学園前管区成城学園前管内」に属する。

## 歴史

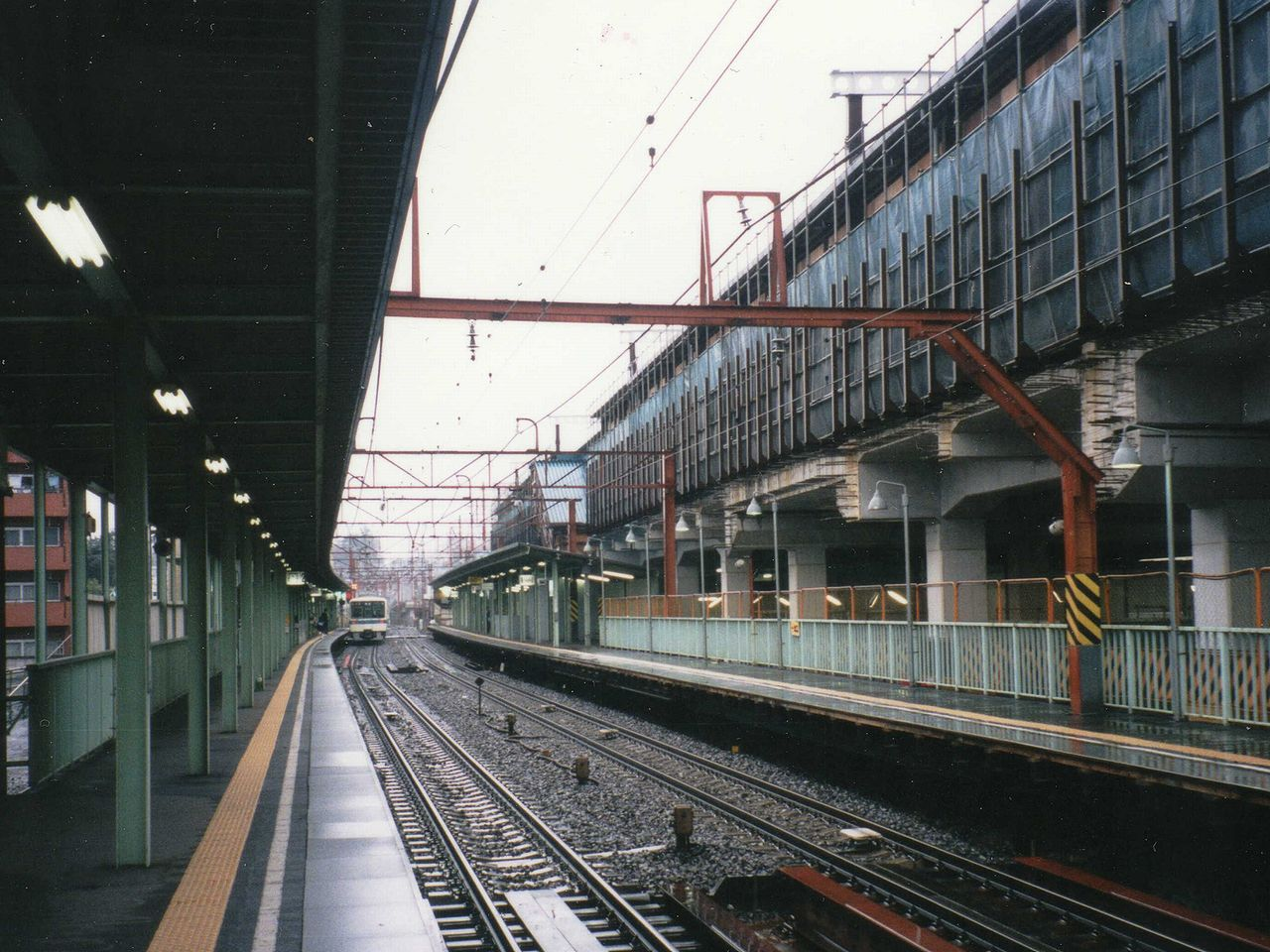
高架化直前の喜多見駅構内（1995年3月25日）

### 年表
- 1927年（昭和2年）4月1日：開設[2]。
- 1937年（昭和12年）9月1日：片瀬江ノ島駅行「直通」の停車駅となる（小田原方面行「直通」は通過）。
- 1948年（昭和23年）9月：桜準急新設、停車駅となる。
- 1951年（昭和26年）4月：準急の停車駅となる。
- 1964年（昭和39年）11月5日：準急の通過駅となる。
- 1989年（平成元年）7月：当駅 - 和泉多摩川駅間複々線化工事着工[3]。
- 1994年（平成6年）
  - 春：喜多見車両基地完成。
  - 12月：世田谷代田駅 - 当駅間複々線化工事着工。
- 1995年（平成7年）3月26日：上下線高架化（上り線は仮設ホームで営業）[4][5]。
- 1996年（平成8年）12月1日：上り線ホームが本設ホームへ移設[4]。
- 1997年（平成9年）
  - 4月27日：現駅舎使用開始[6][7]。
  - 6月23日：複々線使用開始[8]。
- 1998年（平成10年）9月10日：小田急マルシェオープン。
- 2002年（平成14年）12月：世田谷代田駅 - 当駅間立体化完成。
- 2004年（平成16年）12月11日：区間準急新設、停車駅となる[9]。
- 2014年（平成26年）1月：OH 15の駅ナンバリング導入、使用開始[10]。
- 2016年（平成28年）3月26日：区間準急廃止、再度各停のみ停車となる[11]。
- 2018年（平成30年）3月17日：東京メトロ千代田線直通列車（全区間各停）停車開始[12]。同時に準急が緩行線側（ホーム側）を通過するようになる。
- 2025年（令和7年）3月15日：準急の停車駅となる[13]。また、東京メトロ千代田線直通列車の準急が設定され、停車駅となる[13]。

### 駅名の由来
地名より名付けられた。「喜多見」という地名は、江戸時代以前は「木田見」や「北見」と表記されていたが、徳川家康江戸入城の際に「喜多見」という表記となった。元禄年間には喜多見藩が置かれている。

## 駅構造

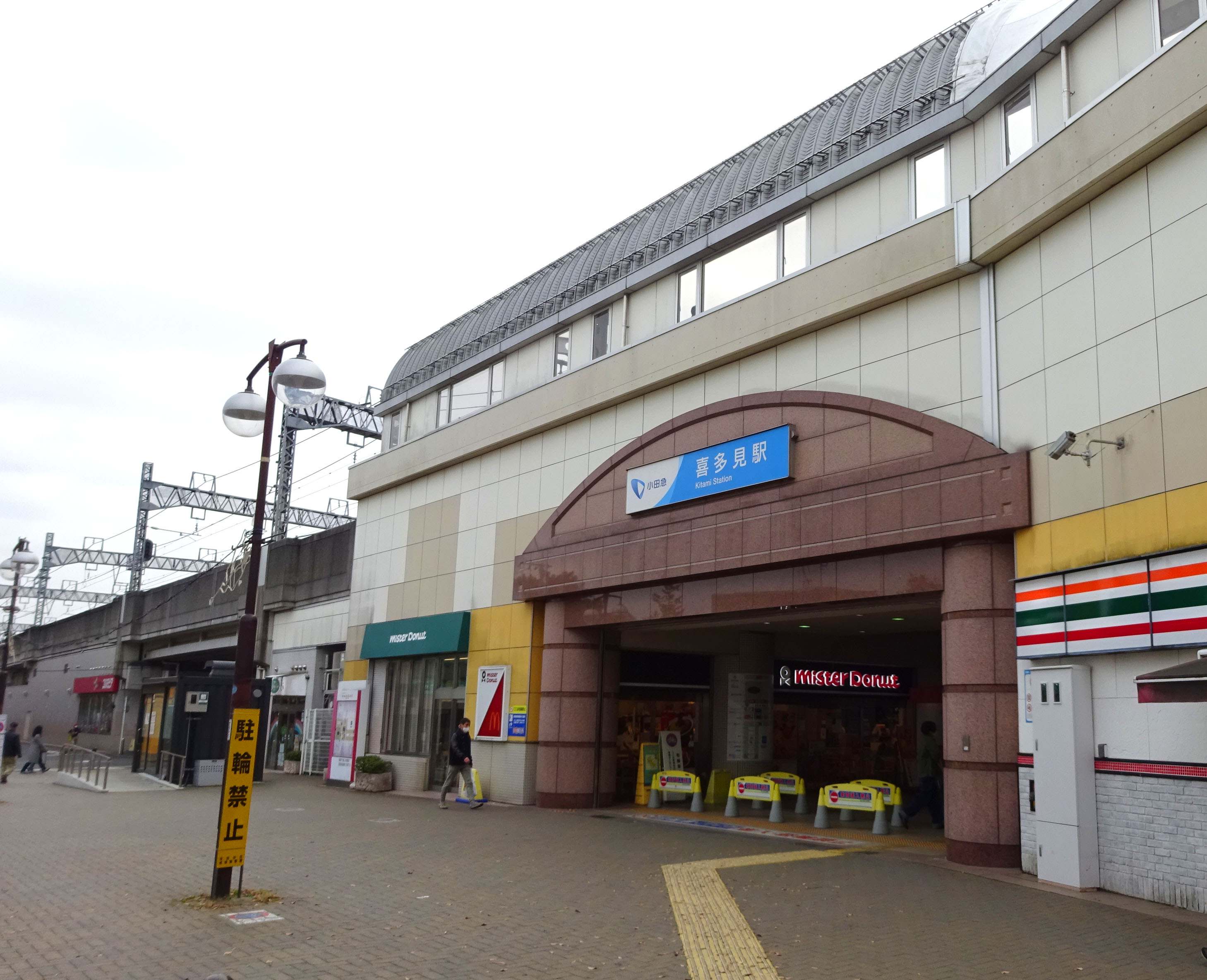
北口（2021年11月）
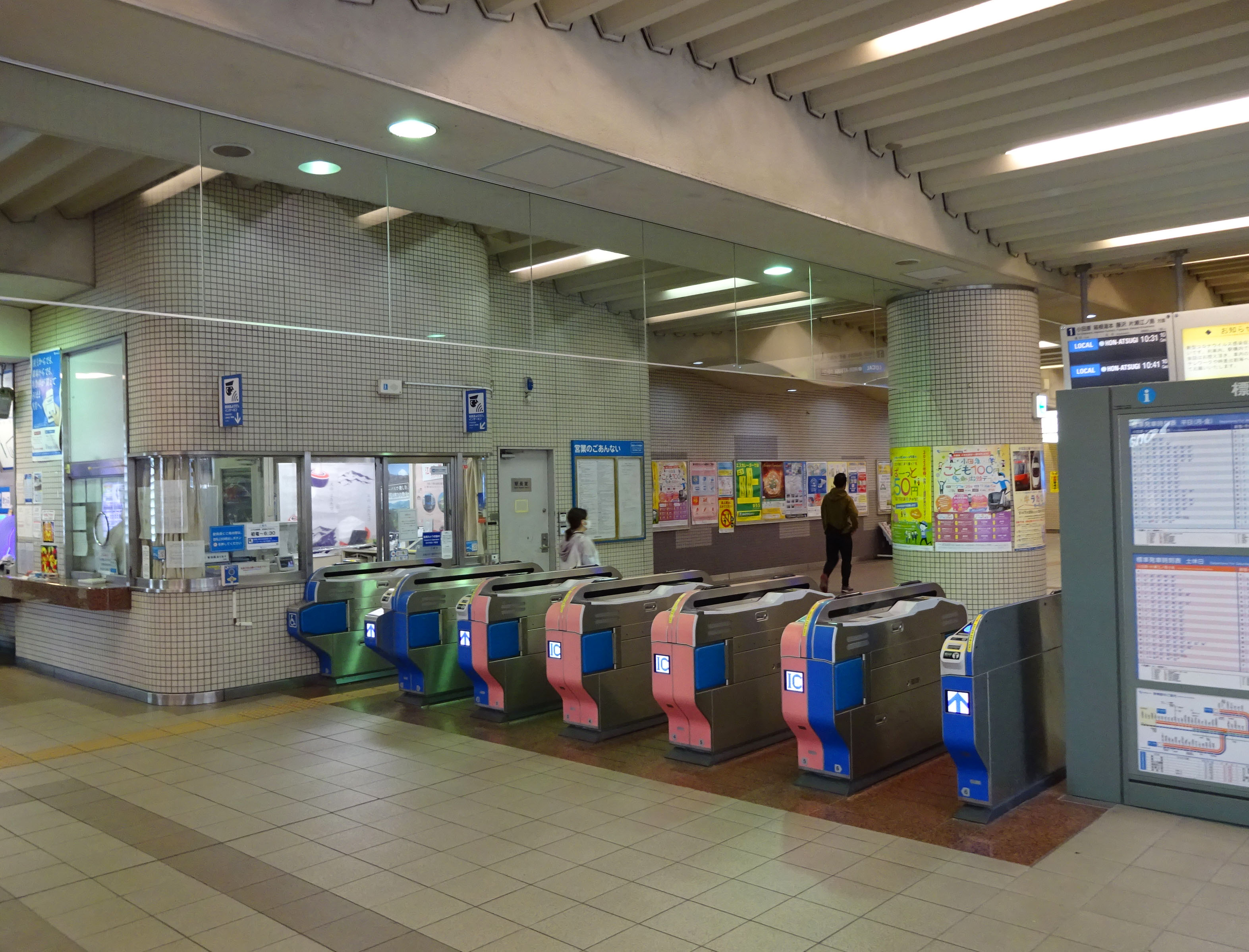
改札口（2021年11月）
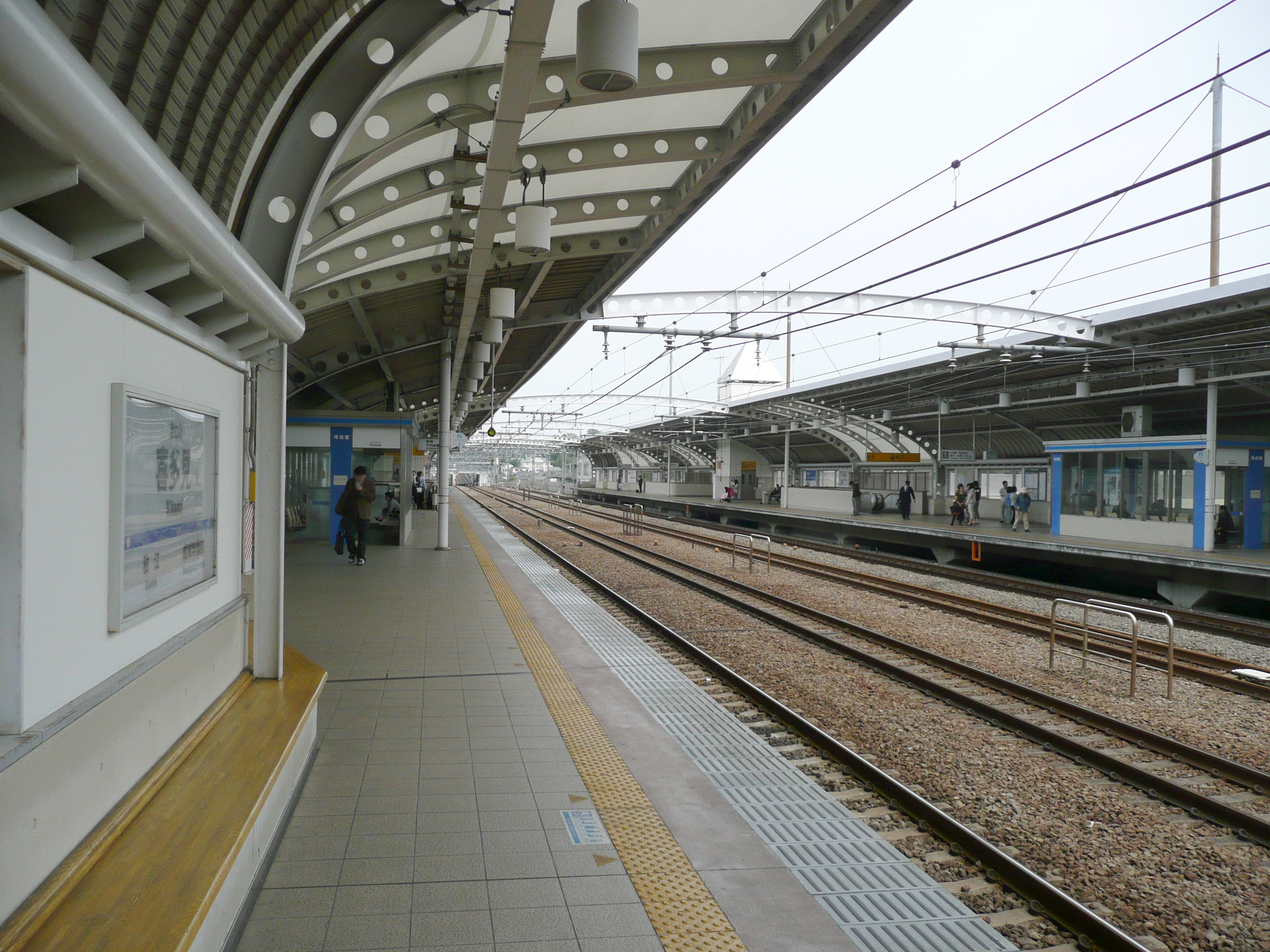
ホーム（2011年4月）
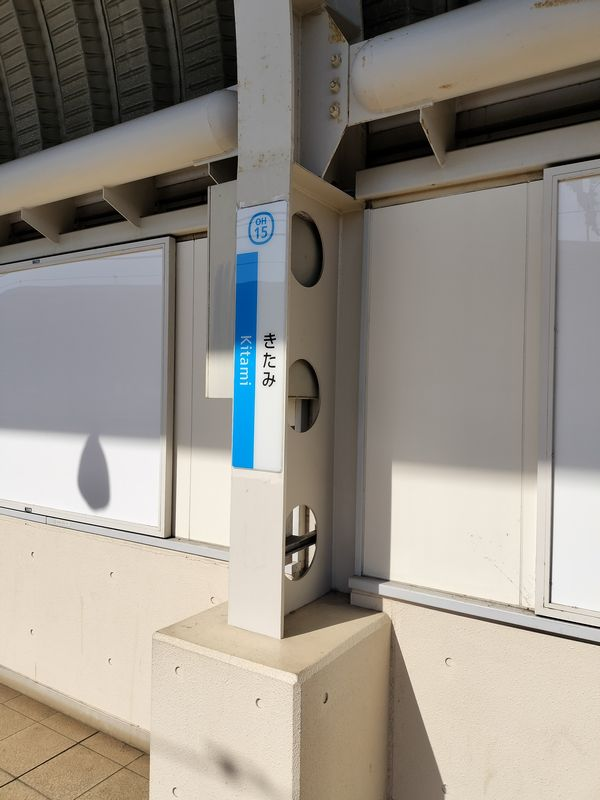
シンボルカラーは明るい灰色

間に通過線を挟んだ相対式ホーム2面4線を有する高架駅。線路・ホームは高架上に、改札口は地上にある。複々線区間にあり、各停は当駅で特急ロマンスカー・快速急行・急行等に追い越される場合がある。
高架化以前は西側にも臨時改札口が存在したが、2013年（平成25年）現在は東側1箇所のみ。屋根はホーム全面を覆っている。線路部分は覆っていない。
世田谷区内の新設高架駅ではデザインが統一されており、各駅ごとに基調色を定め、特徴としている。基調色は旅客上屋の柱などに使用されている。当駅の場合、淡いクリーム色である。また、旅客上屋の形状はアーチ状となっている。これは後に高架化された千歳船橋駅も踏襲している。駅舎両脇の高架下は商業施設として利用されている。

### のりば
| ホーム | 路線      | 方向 | 軌道   | 行先                   |
| ------ | --------- | ---- | ------ | ---------------------- |
| 1      | 小田原線  | 下り | 緩行線 | 小田原・片瀬江ノ島方面 |
| 通過線 | □小田原線 | 下り | 急行線 | （下り列車通過）       |
| 通過線 | □小田原線 | 上り | 急行線 | （上り列車通過）       |
| 2      | 小田原線  | 上り | 緩行線 | 新宿・ 千代田線方面    |

※下り東北沢駅 - 登戸駅間、上り向ヶ丘遊園駅 - 東北沢駅間急行線・緩行線は原則として以下の通りに使い分けられている。
〔急行線〕
□特急ロマンスカー・■快速急行・□通勤急行・■急行が使用する。成城学園前駅 - 経堂駅間のみ□通勤準急も使用する。
〔緩行線〕
■準急・■各停が使用する。□通勤準急も上記以外の区間で使用する。
但し、千代田線直通上り■急行は、経堂駅以東で緩行線を使用する。

### 出入口
北口・南口共に段差を気にすることなく移動が可能。

## 駅構内設備
駅舎は1990年代の設計・建築のため、施設は比較的充実している。

### 旧駅舎
駅舎・線路共に地上にあった。駅舎は上りホーム側にあり、下りホームとは跨線橋により連絡されていた。下りホームには臨時改札口があった。

### 機器
- 自動改札機
- 自動券売機
- 自動精算機

### 施設
- トイレ：改札内改札階北口側にある。多目的トイレも併設されている。
- 休憩コーナー：改札内側改札階に2か所ある（旧・喫煙所）。
- 水飲み場：各ホーム1か所ずつある。
- 待合室：各ホーム1か所ずつ、合計2か所ある。2004年（平成16年）秋に新設された。
- エレベーター：改札階と各ホーム階間を連絡する2基がある。
- エスカレーター：改札階と各ホーム階間を連絡し両方向に4基がある。

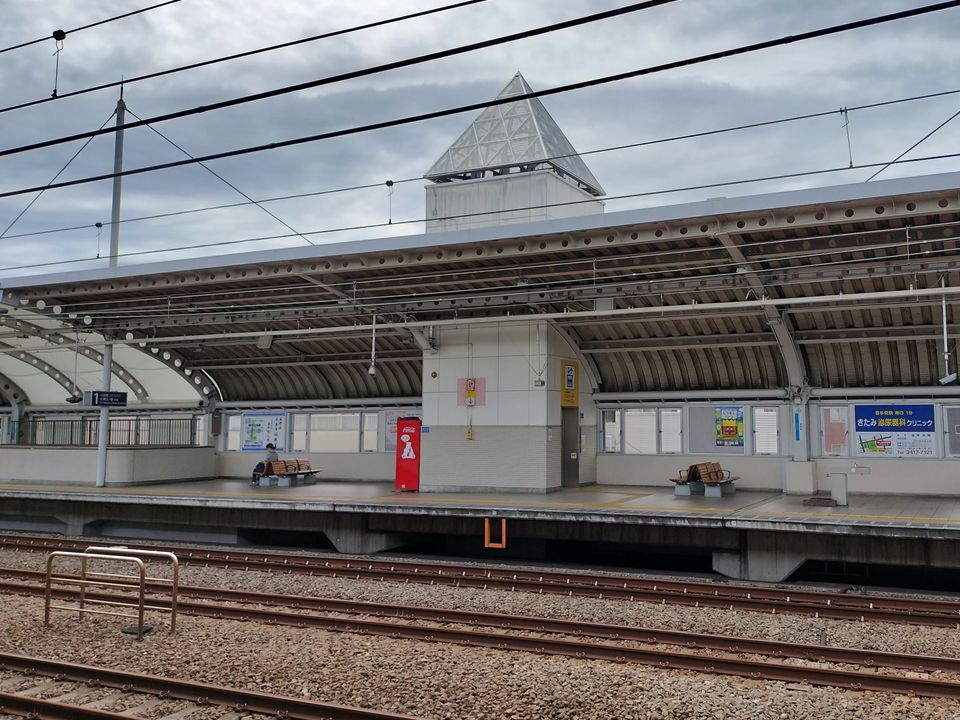
エレベーター上部には四角錐の構造物がある。
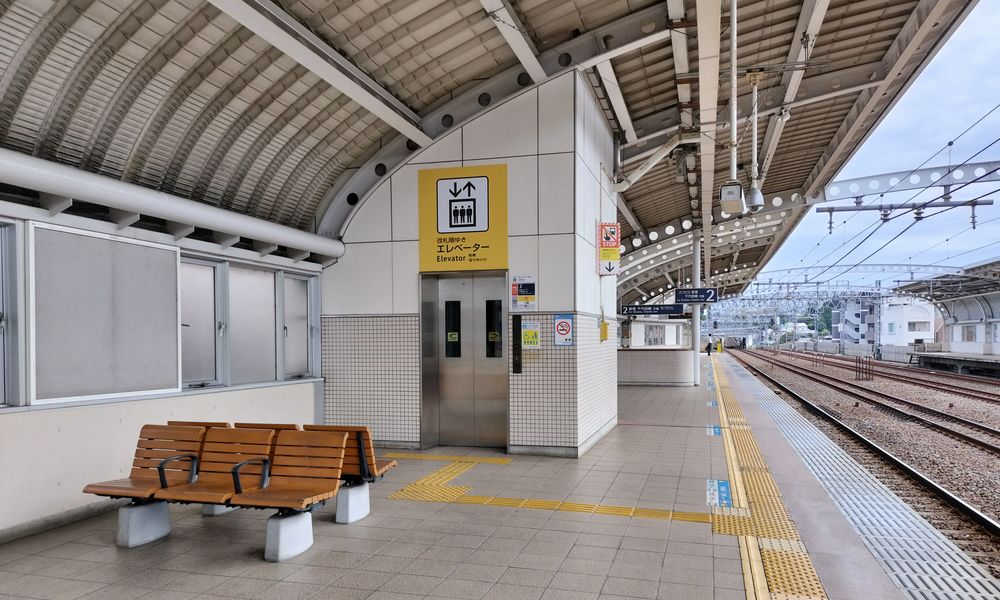
ベンチは線路と直交している。

### 商業設備・施設
- 売店：改札外側に以下の1店舗がある。
  - セブンイレブン：コンビニエンスストア。[注 2]
- ATMコーナー：改札外側に1か所ある。
  - 横浜銀行：ATM1台。登戸支店小田急喜多見駅出張所。
- 公衆電話：改札内外にそれぞれ1か所ある。
- コインロッカー：改札内側に1か所ある。

## 利用状況
2024年度（令和6年度）の1日平均乗降人員は30,793人である（小田急線全70駅中35位）。
近年の1日平均乗降・乗車人員の推移は以下の通り。
| 年度               | 1日平均 乗降人員 | 1日平均 乗車人員 | 出典     |
| ------------------ | ---------------- | ---------------- | -------- |
| 1948年（昭和23年） | 3,699            |                  |          |
| 1956年（昭和31年） |                  | 3,598            | [ * 1 ]  |
| 1957年（昭和32年） |                  | 4,019            | [ * 2 ]  |
| 1958年（昭和33年） |                  | 4,407            | [ * 3 ]  |
| 1959年（昭和34年） |                  | 4,916            | [ * 4 ]  |
| 1960年（昭和35年） | 10,746           | 5,417            | [ * 5 ]  |
| 1961年（昭和36年） | 11,992           | 5,940            | [ * 6 ]  |
| 1962年（昭和37年） | 13,473           | 6,753            | [ * 7 ]  |
| 1963年（昭和38年） | 15,416           | 7,754            | [ * 8 ]  |
| 1964年（昭和39年） | 17,467           | 8,797            | [ * 9 ]  |
| 1965年（昭和40年） | 18,605           | 9,361            | [ * 10 ] |
| 1966年（昭和41年） | 19,132           | 9,521            | [ * 11 ] |
| 1967年（昭和42年） | 18,842           | 9,346            | [ * 12 ] |
| 1968年（昭和43年） | 18,836           | 9,203            | [ * 13 ] |
| 1969年（昭和44年） | 18,600           | 9,318            | [ * 14 ] |
| 1970年（昭和45年） | 18,655           | 9,520            | [ * 15 ] |
| 1971年（昭和46年） | 19,551           | 9,896            | [ * 16 ] |
| 1972年（昭和47年） | 20,741           | 10,480           | [ * 17 ] |
| 1973年（昭和48年） | 21,503           | 10,869           | [ * 18 ] |
| 1974年（昭和49年） | 23,475           | 11,743           | [ * 19 ] |
| 1975年（昭和50年） | 23,910           | 12,050           | [ * 20 ] |
| 1976年（昭和51年） | 24,643           | 12,366           | [ * 21 ] |
| 1977年（昭和52年） | 25,038           | 12,588           | [ * 22 ] |
| 1978年（昭和53年） | 25,228           | 12,773           | [ * 23 ] |
| 1979年（昭和54年） | 24,942           | 12,649           | [ * 24 ] |
| 1980年（昭和55年） | 25,078           | 12,687           | [ * 25 ] |
| 1981年（昭和56年） | 25,492           | 12,934           | [ * 26 ] |
| 1982年（昭和57年） | 25,600           | 12,986           | [ * 27 ] |
| 1983年（昭和58年） | 25,526           | 13,064           | [ * 28 ] |
| 1984年（昭和59年） | 25,977           | 13,274           | [ * 29 ] |
| 1985年（昭和60年） | 27,660           | 13,677           | [ * 30 ] |
| 1986年（昭和61年） | 27,874           | 13,782           | [ * 31 ] |
| 1987年（昭和62年） | 28,132           | 13,860           | [ * 32 ] |
| 1988年（昭和63年） | 28,613           | 14,203           | [ * 33 ] |
| 1989年（平成元年） | 28,695           | 14,199           | [ * 34 ] |
| 1990年（平成02年） | 27,535           | 14,237           | [ * 35 ] |
| 1991年（平成03年） | 27,626           | 14,259           | [ * 36 ] |
| 1992年（平成04年） | 27,517           | 14,255           | [ * 37 ] |
| 1993年（平成05年） | 27,747           | 14,463           | [ * 38 ] |
| 1994年（平成06年） | 27,825           | 14,576           | [ * 39 ] |
| 1995年（平成07年） | 27,732           | 14,459           | [ * 40 ] |
| 1996年（平成08年） | 27,455           | 14,287           | [ * 41 ] |
| 1997年（平成09年） | 27,152           | 14,260           | [ * 42 ] |
| 1998年（平成10年） | 27,227           | 14,444           | [ * 43 ] |
| 1999年（平成11年） | 27,691           | 14,796           | [ * 44 ] |
| 2000年（平成12年） | 27,861           | 14,846           | [ * 45 ] |
| 2001年（平成13年） | 28,454           | 15,112           | [ * 46 ] |
| 2002年（平成14年） | 29,352           | 15,574           | [ * 47 ] |
| 2003年（平成15年） | 30,097           | 15,842           | [ * 48 ] |
| 2004年（平成16年） | 32,236           | 15,997           | [ * 49 ] |
| 2005年（平成17年） | 32,367           | 16,052           | [ * 50 ] |
| 2006年（平成18年） | 32,537           | 16,121           | [ * 51 ] |
| 2007年（平成19年） | 32,652           | 16,246           | [ * 52 ] |
| 2008年（平成20年） | 32,415           | 16,118           | [ * 53 ] |
| 2009年（平成21年） | 32,043           | 15,940           | [ * 54 ] |
| 2010年（平成22年） | 31,519           | 15,666           | [ * 55 ] |
| 2011年（平成23年） | 31,185           | 15,516           | [ * 56 ] |
| 2012年（平成24年） | 31,769           | 15,789           | [ * 57 ] |
| 2013年（平成25年） | 32,310           | 16,064           | [ * 58 ] |
| 2014年（平成26年） | 31,963           | 15,923           | [ * 59 ] |
| 2015年（平成27年） | 32,973           | 16,445           | [ * 60 ] |
| 2016年（平成28年） | 33,662           | 16,791           | [ * 61 ] |
| 2017年（平成29年） | 34,306           | 17,118           | [ * 62 ] |
| 2018年（平成30年） | 34,418           | 17,184           | [ * 63 ] |
| 2019年（令和元年） | 34,207           | 17,068           | [ * 64 ] |
| 2020年（令和02年） | 25,497           | 12,767           | [ * 65 ] |
| 2021年（令和03年） | 26,993           |                  |          |
| 2022年（令和04年） | 29,015           |                  |          |
| 2023年（令和05年） | 30,211           |                  |          |
| 2024年（令和06年） | 30,793           |                  |          |

## 駅周辺
北口・南口それぞれに駅前広場がある。ロータリーはない。駅東側の高架下にはタクシー乗り場があるが常駐はしていない。
駅両脇の高架下に商業施設小田急マルシェ喜多見がある。出店テナント全店の一覧・詳細は公式サイト「店舗一覧」を参照。

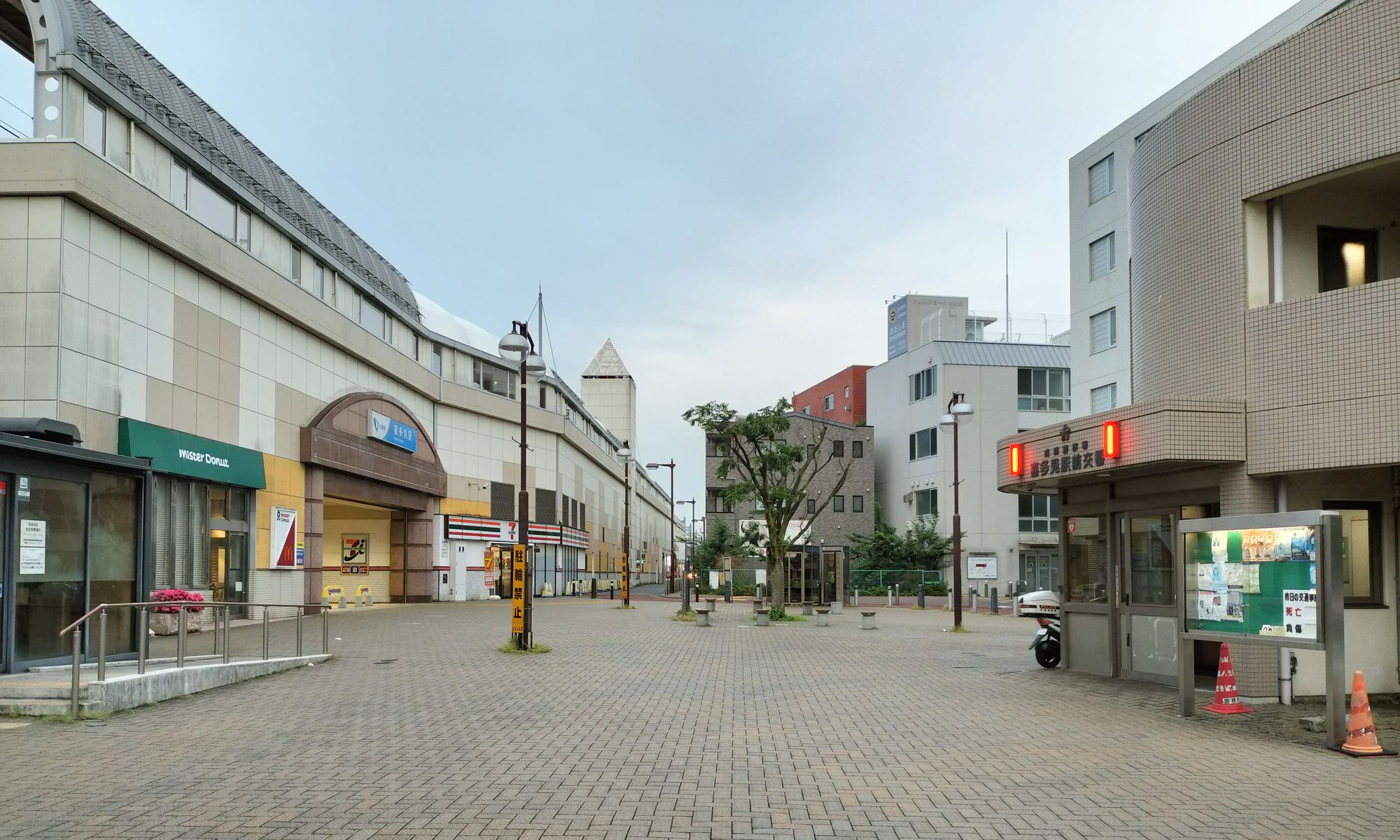
北口広場
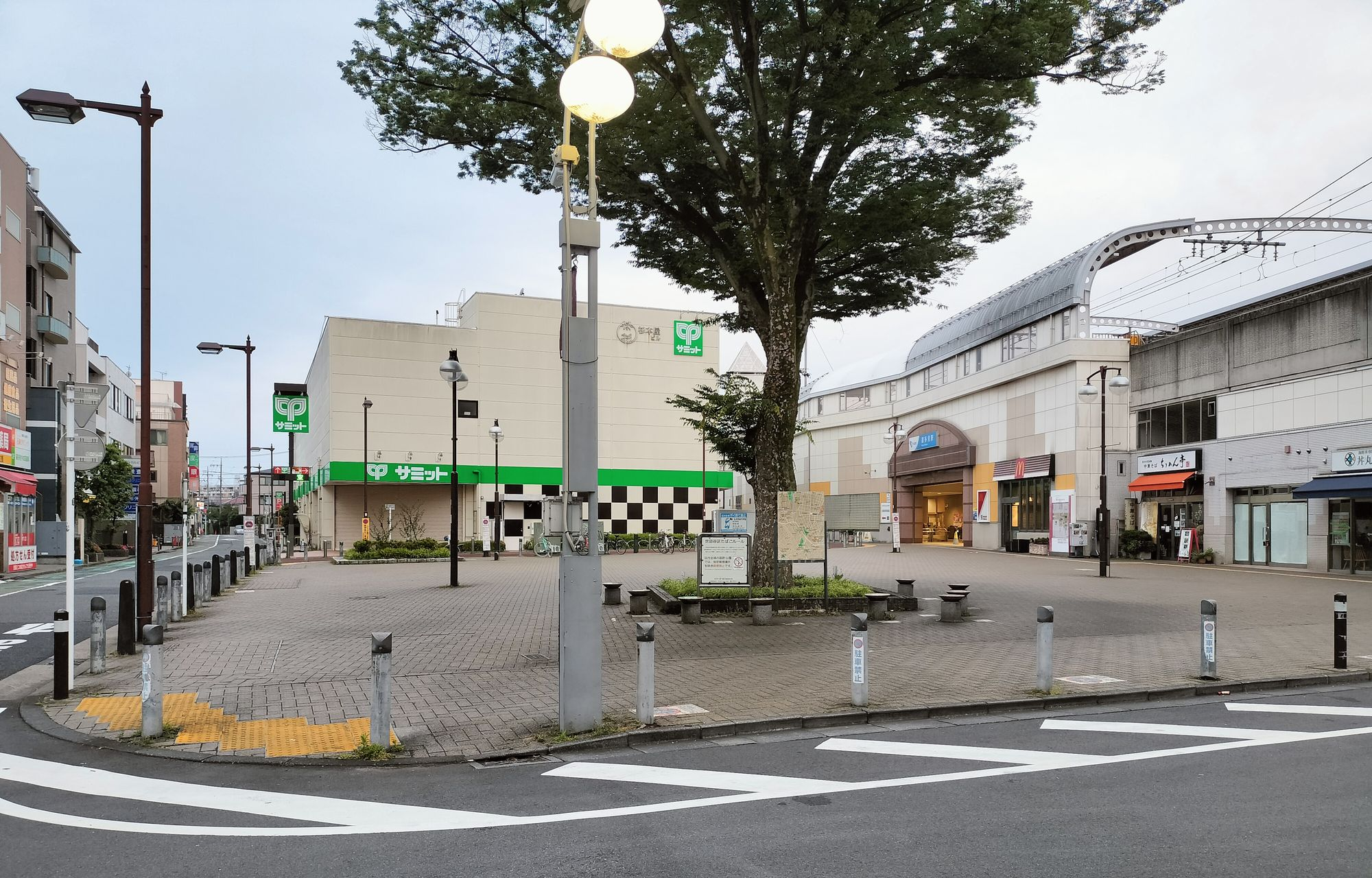
南口広場
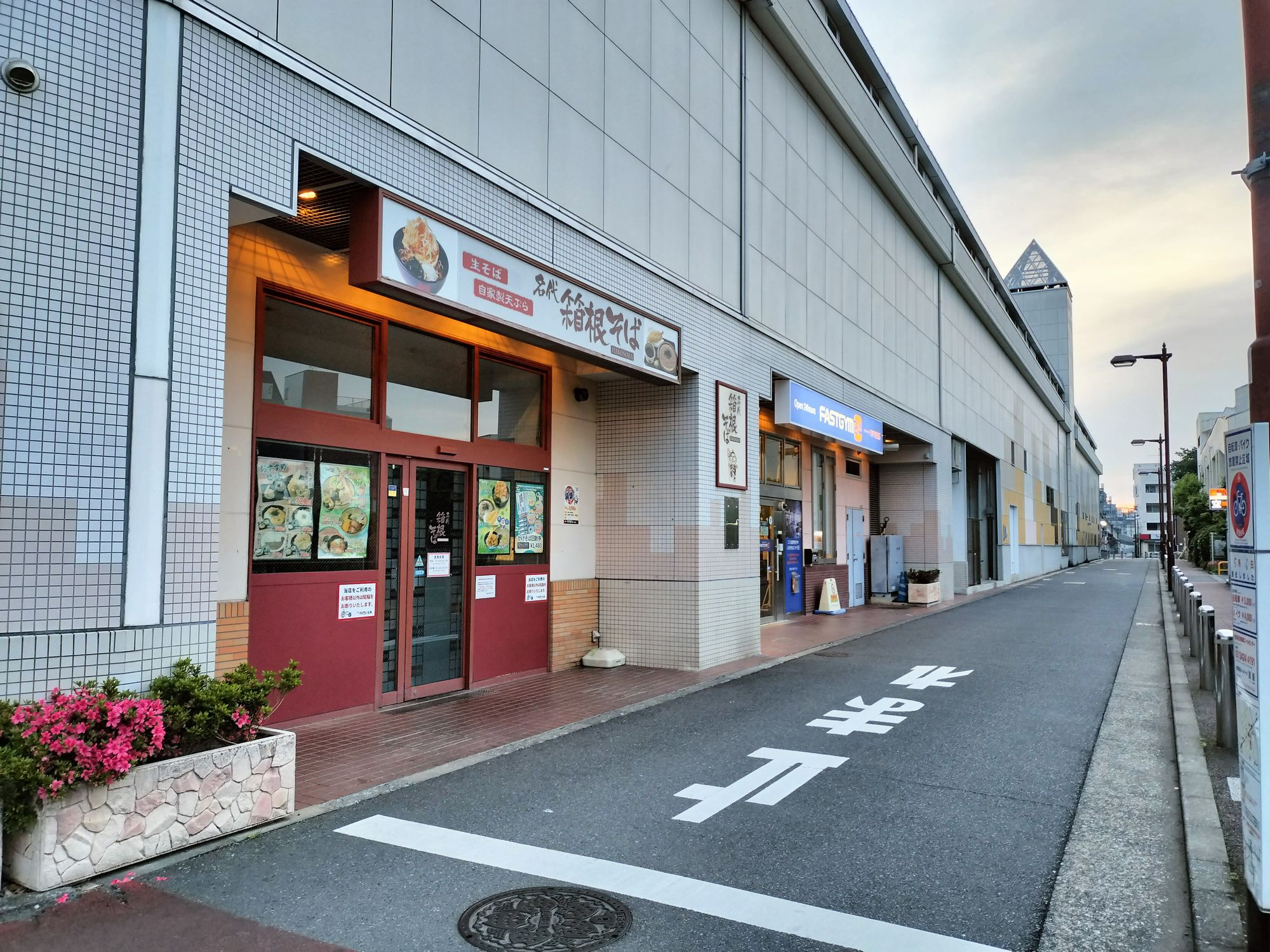
箱根そばは改札から離れた場所にある。

### 北口
- 警視庁成城警察署 喜多見駅前交番
- 旧カトリック喜多見教会 - 小田急電鉄の前身である小田原急行鉄道の創始者・利光鶴松が建てた聖堂がルーツである。
- 喜多見駅前郵便局
- 電力中央研究所 狛江地区
- ティップネス 喜多見店
- 小田急研修センター
- 小田急電鉄喜多見検車区
- 世田谷区きたみふれあい広場

### 南口
- サミットストア喜多見駅前店
- 学校法人国本学園
- 三井住友銀行 喜多見支店
- さわやか信用金庫 喜多見支店
- ニトリ 狛江世田谷通り店
- ヤマダデンキ テックランド狛江店
- 喜多見氷川神社
- 慶元寺

### 関連施設
成城学園前駅 - 当駅間に喜多見電車基地・喜多見総合事務所がある。このため、当駅を発着する電車はここで乗務員交代が行われる場合がある。

### バス路線
全て小田急バスにより運行される。
北口交番の傍に「喜多見駅」停留所がある。
- 喜01系統：狛江ハイタウン折返場行
- こまバス：狛江市内循環（南ルート）

南口を出て商店街を抜けた世田谷通り沿いに「喜多見駅入口」停留所がある。
- 渋26系統：渋谷駅行、調布駅南口行
- 玉08系統：二子玉川駅行、調布駅南口行
- 狛江営業所行、成城学園前駅南口行

## 隣の駅
小田急電鉄
 小田原線

■快速急行・□通勤急行・■急行・□通勤準急
通過
■準急・■各駅停車
成城学園前駅 (OH 14) - 喜多見駅 (OH 15) - 狛江駅 (OH 16)